# Louis-Étienne Saint-Denis
Louis-Étienne Saint-Denis, né le 22 septembre 1788 à Versailles et décédé le 3 mai 1856 à Sens, dit le « mamelouk Ali », est un fidèle serviteur de Napoléon Ier, qu'il suivit sur l'île d'Elbe puis à Sainte-Hélène.

## Biographie
Louis-Étienne Saint-Denis voit le jour le 22 septembre 1788 à Versailles. Son père, Étienne Saint-Denis, est piqueur aux écuries royales. Sa mère, née Marie-Louise Notté, est la fille d'un officier des cuisines royales.
Ses parents lui font donner une bonne éducation qui lui permet de devenir clerc de notaire à Paris.
Le 1er mai 1806, grâce à la recommandation d'Armand de Caulaincourt, que son père connaît, il entre aux équipages de la Maison de l'Empereur comme piqueur. Cinq ans plus tard, le 11 décembre 1811, il est choisi par Napoléon pour passer au service intérieur en tant que second valet de chambre. C'est alors qu'il prend, pour obéir à l'Empereur, le surnom de celui qu'il remplace : le mamelouk Ali,.
D'une fidélité à toute épreuve, Saint-Denis se rend indispensable auprès de Napoléon. Il est avec lui en Russie : C'est lui qui porte la lorgnette  et le flacon d'argent portant l'eau de vie; Il se trouve malencontreusement bloqué à Mayence en 1814. Lorsque à Fontainebleau Napoléon appris les défections de Constant et de Roustam Raza, il s'informa où était Ali. Apprenant qu'il était enfermé à Mayence il dit : « J'en suis fâché, celui là m'aurait suivi ». Après la reddition de la forteresse, le 4 mai 1814, Ali s'empressa de rejoindre l'Empereur à l'île d'Elbe, rapportant des tabatières de l'Empereur qu'il avait rachetées lors de la vente des effets personnels de Napoléon. C'est alors qu'il devient le premier mamelouk. Il est présent pendant les Cent-Jours, il l'accompagne enfin à Sainte-Hélène. 

## Sainte-Hélène
A Sainte-Hélène, Saint-Denis fait tout son possible pour adoucir les six années de captivité de Napoléon. Par exemple, il met au point et prépare pour lui une eau de Cologne avec les ingrédients locaux. Mais il remplit également des fonctions de copiste et de bibliothécaire.
A une date indéterminée, car sur une feuille volante, le Grand maréchal du palais Bertrand, signale dans ses cahiers des querelles de domestiques. Selon ses notes, pour cette raison Pierron  et Saint-Denis auraient manifesté le désir de quitter Sainte-Hélène. Une lettre de Montholon au gouverneur nous permet de confirmer les faits et de les dater du 28 décembre 1818. Montholon, dans cette lettre, rappelant au Gouverneur qu'il manquait déjà 5 domestiques à Longwood  lui écrivait en substance: « Deux les Sieurs Pierron chef d'office, et St. Denis Valet de chambre copiste demandent à s'en aller. Ce sont donc sept personnes à remplacer ». Toujours selon Bertrand et parlant de Napoléon: « Il gronde fort Aly et lui dit qu'il mourra de faim et finira mal (…) ».
En 1819, le mamelouk épouse une Anglaise en la personne de Miss Mary Hall, gouvernante des enfants du grand-maréchal Bertrand. Deux ans plus tard, la reconnaissance due à son dévouement vaut à Saint-Denis de figurer en bonne place sur le testament de Napoléon: 

« ...
Je lègue à ...
6° Idem à Saint-Denis, cent mille francs ;
… »

— Le testament de Napoléon, Paragraphe II Deuxième page

« ...
1° On trouvera 300 000 francs en or et argent desquels seront distraits 30 000 francs pour payer les réserves de mes domestiques. Le restant sera distribué : 
...
15 000, à Saint-Denis ; 
… »

— Le testament de Napoléon DEUXIEME CODICILLE, Page première

« ...
Sur les fonds remis en or à l’Impératrice Marie-Louise, ma très chère et bien aimée épouse, à Orléans en 1814, elle reste me devoir 2 millions, dont je dispose par le présent codicille...
Je lègue ..

12° idem 100 000, savoir : 25 000 à Pyerron, mon maître d’hôtel ; 25 000 à Novarre, mon chasseur ; 25 000 à Saint-Denis, le garde de mes livres ... »

— Le testament de Napoléon CINQUIEME CODICILLE, Trentième et septième page

« ...
Sur la liquidation de ma liste civile d’Italie tels qu’argent, bijoux, argenterie, linge, meubles, écuries, dont le vice-roi est dépositaire et qui m’appartenaient, je dispose de 2 millions que je lègue à mes plus fidèles serviteurs
…
11° cinquante mille francs, savoir : 10 000 à Pyeron, mon maître d’hôtel ; 10 000 à Saint-Denis, mon premier chasseur
… »

— Le testament de Napoléon SIXIEME CODICILLE, Vingt et deuxième page

Non content de lui léguer ces sommes substantielles, l'Empereur l'honore en le chargeant de transmettre à l'ex-roi de Rome une partie de sa bibliothèque:

« ...
1° Quatre cents volumes choisis de ma bibliothèque parmi ceux qui ont le plus servi à mon usage ;
2° Je charge Saint-Denis de les garder, et de les remettre à mon fils quand il aura seize ans.

Napoléon »

— Le testament de Napoléon ÉTAT (A) JOINT Á MON TESTAMENT, Paragraphe VI Neuvième page

## Retour
Après son retour en France, en 1821, l'ancien mamelouk vit en bon père de famille d'un petit emploi dans un manège. En 1826, il publie des Souvenirs qui abondent en détails originaux et en 1840, l'expédition organisée pour le retour des cendres de l'Empereur ne manque pas de se l'adjoindre. Napoléon III, en 1854, lui offre la dernière marque de reconnaissance que recevra le dévouement de toute une vie : il le fait chevalier de la Légion d'honneur.
Louis-Étienne Saint-Denis meurt le 3 mai 1856 à Sens (Yonne). Il repose au cimetière de Sens dans une tombe avec son épouse, sa fille Isabelle et son gendre.

## Décorations
- Chevalier de la Légion d'honneur en 1854.

## Œuvres
- Souvenirs, 1826.
- Journal inédit du retour des Cendres, 1840